# 克里米亞鰍
克里米亞鰍為輻鰭魚綱鯉形目鰍科的其中一種，為溫帶淡水魚，被IUCN列為極危保育類動物，分布於歐洲烏克蘭Chornaya河流域，體長可達9.7公分，棲息在沙泥底質、水質清澈、植被生長茂密的底層水域，生活習性不明。

## 扩展阅读
維基物種上的相關：克里米亞鰍